# 阿隆·約翰遜
阿隆·約翰松（1990年11月10日—）是一位足球運動員，現在效力於瑞典超球隊哈馬比。他在球場上的位置是前鋒。

## 早年生活
阿隆出生於美國阿拉巴馬州的莫比爾，他的父母是來自冰島的留學生。他三歲時隨著家人搬回冰島定居。

## 職業生涯
阿隆自2008年起，開始在冰島超級聯賽中代表菲約尼爾出場。
2010年8月，阿隆轉會至丹麥甲級聯賽球隊奧胡斯。在2010–11賽季的下半程，他打進兩個進球，逐漸站穩主力前鋒的位置，並幫助球隊成功奪得丹甲冠軍，重新升回超級聯賽。2012年8月27日，在對陣霍尔森斯的比賽中，他在三分五十秒內連入三球，創下丹超聯賽史上最短時間內完成帽子戲法的新紀錄。他還在接下來的比賽中攻入第四球，這同時也是一個新紀錄。
2013年1月29日，阿隆加入荷蘭甲級聯賽球隊阿爾克馬爾。同年4月14日，他打入自己在AZ的首個進球。
2015年8月5日，阿隆與德國甲級聯賽球隊雲達不萊梅簽下四年合約。十天後，他在對陣的比賽中，首次代表雲達不萊梅出場。

## 國家隊生涯
阿隆曾在2012年10月3日獲得冰島國家隊的徵招，但他因為鼠蹊部的傷勢而沒有參加。
由於阿隆出生於美國，所以他擁有代表美國國家隊的資格。2013年8月13日，國際足總正式批准了他轉籍到美國的申請。阿隆在隔天，由美國對陣波赫的友誼賽中，首次代表美國隊出賽。同年10月15日，他在對陣巴拿馬的2014年世界盃外圍賽中，打入代表美國隊的首個進球。
阿隆還代表美國參加了2014年世界盃和2015年美洲金盃。

### 國家隊進球
美國队的比分及结果列前。
| 入球 | 日期           | 场地                                  | 对手   | 比分 | 结果 | 赛事               |
| ---- | -------------- | ------------------------------------- | ------ | ---- | ---- | ------------------ |
| 1.   | 2013年10月15日 | 巴拿馬巴拿馬城，隆梅爾·費爾南德斯球場 | 巴拿马 | 3–2  | 3–2  | 2014年世界盃外圍賽 |
| 2.   | 2014年5月27日  | 美國舊金山，燭臺球場                  |        | 2–0  | 2–0  | 友誼賽             |
| 3.   | 2015年3月25日  | 丹麥奥胡斯，NRGi公園球場              | 丹麦   | 2–1  | 2–3  | 友誼賽             |
| 4.   | 2015年7月18日  | 美國馬里蘭州巴爾的摩，M&T銀行球場     | 古巴   | 3–0  | 6–0  | 2015年美洲金盃     |

## 榮譽
奧胡斯
- 丹麥足球甲級聯賽冠軍：2010–11

阿爾克馬爾
- 荷蘭盃冠軍：2012–13

## 外部連結
- 官方网站 （英文）
- Official Danish League stats （页面存档备份，存于） （丹麦文）
- fussballdaten.de：亞倫·約翰松 （页面存档备份，存于）之統計數據 （德文）
- transfermarkt.de：亞倫·約翰松 （页面存档备份，存于）之統計數據 （德文）
- the Top Forward：亞倫·約翰松 （页面存档备份，存于）之統計數據 （英文）